# Wohn- und Wirtschaftsgebäude Deelbrügger Straße 3

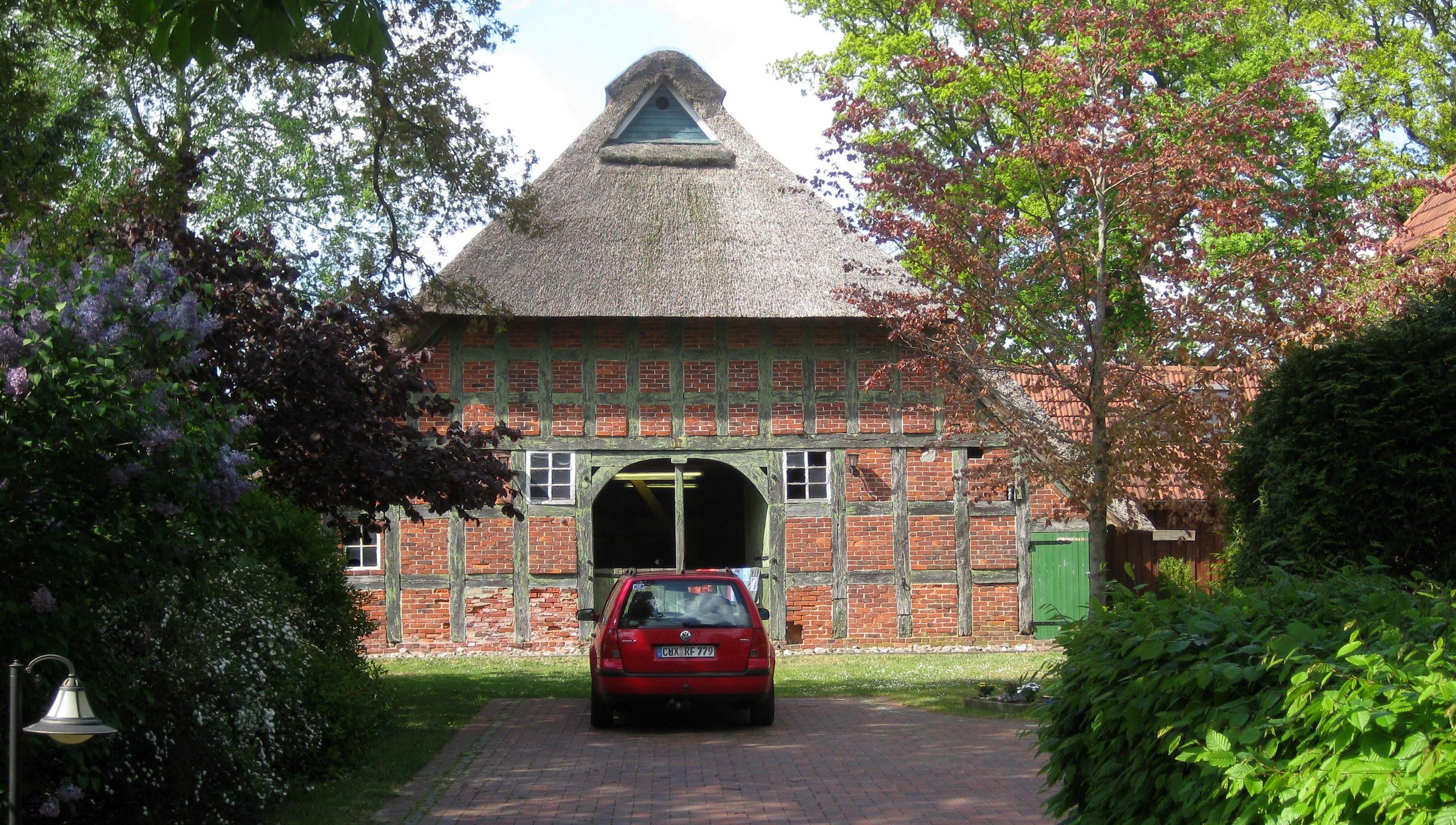
Südfassade (2022)

Das Wohn- und Wirtschaftsgebäude Deelbrügger Straße 3 in der niedersächsischen Gemeinde Beverstedt, Ortsteil Lunestedt/Westerbeverstedt, im Landkreis Cuxhaven, stammt aus der zweiten Hälfte des 19. Jahrhunderts. Aktuell (2024) wird es als Wohnhaus und wohl landwirtschaftlich genutzt.
Das Gebäude steht unter Denkmalschutz (siehe auch Liste der Baudenkmale in Beverstedt).

## Beschreibung
Das eingeschossige giebelständige Wohn- und Wirtschaftsgebäude, ein Zweiständer-Hallenhaus in Fachwerk mit Steinausfachungen, mit reetgedecktem Krüppelwalmdach als Niedersachsengiebel mit Uhlenloch und der Grooten Door mit Korbbogen, wurde um 1860 gebaut. Rechts steht (oder stand) ein Stallanbau.
Das Landesdenkmalamt befand u. a.: „… regionstypisches Hallenhaus der zweiten Hälfte des 19. Jahrhunderts in Zweiständerkonstruktion ….“